# 明天运动
明天运动（法語：Mouvement Demain）是比利时法语区的一个左翼政党。该党成立于2017年4月28日，由VEGA运动和左翼运动合并而成。2017年10月23日，该党在列日举行第一次代表大会。该党的意识形态是生态社会主义。该党是欧洲左翼党的观察员党。